# 斯坦福德 (紐約州村)
斯坦福德（英語：Stamford）是位於美國紐約州特拉華縣的村。

## 人口
根據2020年美國人口普查的數據，斯坦福德的面積為3.47平方千米，當中陸地面積為3.45平方千米，而水域面積為0.02平方千米。當地共有人口1040人，而人口密度為每平方千米300人。